# つくば市立竹園西小学校
つくば市立竹園西小学校（つくばしりつたけぞのにししょうがっこう）は、茨城県つくば市竹園二丁目にある公立小学校。つくば竹園学園〜CREATIVE TAKEZONO〜（つくばたけぞのがくえん〜クリエイティブ タケゾノ〜）として、竹園東小学校・竹園東中学校と連携型小中一貫教育を実施している。2015年（平成27年）度の学校基本調査によると児童は28学級765人、教職員は兼務者を含めて38人。

## 概要
つくば市中心部（筑波研究学園都市研究学園地区）、竹園二丁目に位置する。1990年（平成2年）3月竣工、同年4月開校。校舎の設計は原広司。敷地内は管理棟、特別教室棟、一般教室群、体育館の4ブロックに分かれ、各教室は高さを低く抑えるなど、児童が元気に動き回ることができるよう配慮されている。また、校舎と校庭の間に欅の並木道、一般教室と特別教室棟の間にはゆりの木が植えられている

## 沿革
- 1990年（平成2年）
  - 4月1日 - 開校[4]
  - 11月 - 校歌・校章制定
- 1992年（平成4年）4月 - 文部省国際理解のための活動に関する調査研究校
- 1994年（平成6年）11月 - ソニー賞教育資金努力賞受賞
- 1995年（平成7年）4月 - 文部省帰国子女教育受入推進地域指定協力校（1998年まで）

県教委指定「多様な指導方法の研究」指定校（1996年まで）
- 1999年（平成11年）4月 - 先進的教育用ネットワークモデル事業指定校（2004年まで）
- 2002年（平成14年）4月 - 文部科学省学校保健統計調査指定校
- 2003年（平成15年）6月 - 文部科学省指定「特別支援教育推進体制事業」指定校（2004年まで）
- 2004年（平成16年）4月 - 文部科学省指定「帰国・外国人児童生徒とともに進める教育の国際化推進地域事業」指定校

国立科学博物館筑波実験植物園「植物園を利用した学校教育のあり方に関する実践研究」指定校（2005年まで）
文部科学省指定「ネットワーク配信コンテンツ活用推進事業」指定校（2006年まで）
- 2006年（平成18年）4月 - つくば市教育研究会指定（2007年まで）「学び合う子の育成を目指して〜国語科における話し合いを取り入れた『読む力』の指導を通して〜」
- 2012年（平成24年）4月1日 - 小中一貫教育を開始[5]

## 学区
学区内は、全域が筑波研究学園都市研究学園地域に当たる。卒業生は県立・私立中学校へ進学しない限り、基本的には竹園東中学校へ進学する。
- 竹園一・二丁目の全域[7]。
- 千現一丁目1・2番地、11〜23番地[7]
- 千現二丁目の全域[7]
- 東新井13〜38番地[7]

## 交通
校地東側の正門まで
- 関東鉄道バス「土浦つくば線（土浦特別支援学校経由）」で、「竹園二丁目南」停留所より、
  - 標柱番号1（つくばセンター行）から、徒歩約305m・約5分。
  - 標柱番号2（土浦特別支援学校経由土浦駅西口行）から、徒歩約270m・約4分。
- 首都圏新都市鉄道つくばエクスプレスつくば駅から、徒歩約1.2km・約18分。

## 出身者
- カレン・ロバート - サッカー選手（スパンブリーFC）
- 近藤直也 - サッカー選手（柏レイソル）